# Paul Goalabre
Paul Goalabre est un fondeur français, né le 26 septembre 1991 à Briançon.

## Biographie
Aux Championnats du monde des moins de 23 ans 2014, il remporte la médaille d'argent au sprint libre. Chez les jeunes, il remporte aussi la Coupe OPA (Alpen Cup) en 2014 et 2015.
En Coupe du monde, sa première apparition date de décembre 2012 au Tour de ski. Il marque ses premiers points lors de la 3e étape en terminant 28e du sprint libre de Val Müstair.
Lors de la saison 2014-2015, il est notamment 15e du sprint libre de Rybinsk, meilleur résultat en carrière.